# Cambará
Cambará is een gemeente in de Braziliaanse deelstaat Paraná. De gemeente telt 25.102 inwoners (schatting 2009).

## Aangrenzende gemeenten
De gemeente grenst aan Andirá, Barra do Jacaré, Jacarezinho, Ourinhos (SP) en Salto Grande (SP).